# Heliophorus hilima
Heliophorus hilima är en fjärilsart som beskrevs av Hans Fruhstorfer 1912. Heliophorus hilima ingår i släktet Heliophorus och familjen juvelvingar. Inga underarter finns listade i Catalogue of Life.